# Anoplodera pubevirens
Anoplodera pubevirens är en skalbaggsart som först beskrevs av J. Linsley Gressitt 1935.  Anoplodera pubevirens ingår i släktet Anoplodera och familjen långhorningar.
Artens utbredningsområde är Tibet. Inga underarter finns listade i Catalogue of Life.